# Gustav von Mallinckrodt

Gustav von Mallinckrodt als Heidelberger Rhenane und Straßburger Schwabe

Gustav Wilhelm von Mallinckrodt (* 2. Juni 1859 in Köln; † 3. März 1939 ebenda) war ein deutscher Industrieller und Politiker.

## Leben
Mallinckrodt war ein Sohn des Geheimen Kommerzienrats Gustav von Mallinckrodt und dessen Frau Bertha, geb. Deichmann, einer Tochter des Bankiers Wilhelm Ludwig Deichmann. Er besuchte das Friedrich-Wilhelm-Gymnasium seiner Vaterstadt Köln und studierte Rechtswissenschaften an der Ruprecht-Karls-Universität Heidelberg (Mitglied des Corps Rhenania) sowie an der Universität Straßburg (Mitglied/Ehrenmitglied des Corps Suevia) und der Georg-August-Universität Göttingen. Nach der Promotion zum Dr. iur. (1881) trat er in das väterliche Unternehmen ein, ging zunächst nach Belgien und Großbritannien und wurde später Teilhaber des Unternehmens. Nach dessen Auflösung 1906 betätigte er sich als Unternehmer in verschiedenen Branchen. Er war Aufsichtsratsmitglied mehrerer Industriegesellschaften, u. a. der Colonia Feuer- und Unfallversicherung (Köln, 1914–1939), der Eisen- und Stahlwerk Hoesch AG (Dortmund), der Vereinigte Köln-Rottweiler Pulverfabriken AG, der A. Schaaffhausen´scher Bankverein AG (Köln) und der Kölnischen Rückversicherungsgesellschaft. Außerdem war er Mitglied im Ausschuss der Deutsche Bank und Disconto-Gesellschaft AG und Mitglied und Vizepräsident des Verwaltungsrats der Flora AG. 
Daneben engagierte er sich politisch für die Nationalliberale Partei und war 1900–1919 Stadtverordneter der Stadt Köln (1907–1919 Mitglied des Fraktionsvorstands), 1916–1919 Mitglied des Rheinischen Provinziallandtags. In der Nationalliberalen Partei war Mallinckrodt u. a. Mitglied des Kölner Parteivorstands und Mitglied des Zentralvorstands und geschäftsführenden Ausschusses der Rheinprovinz. 1919 wechselte er zur linksliberalen Deutschen Demokratischen Partei (DDP). 
Mallinckrodt war Vorstandsmitglied des Vereins für Handel und Industrie, stellvertretender Vorsitzender des Vereins für Volkshygiene in Köln, stellvertretender Vorsitzender des Kölner Verkehrsvereins, Mitbegründer des Kölner Frauen-Fortbildungsvereins, Vorsitzender des Vereins für Naturkunde, Vorstandsmitglied der Gesellschaft für Rheinische Geschichtskunde, Vorstandsmitglied des Provinzialvereins vom Roten Kreuz in Köln. Er gründete 1914 (und leitete 1914–1919) den Verwundeten- und Vermisstennachweis vom Roten Kreuz Köln (den ersten in Deutschland) und war Mitbegründer und Ehrenmitglied des Kölner Rennvereins.

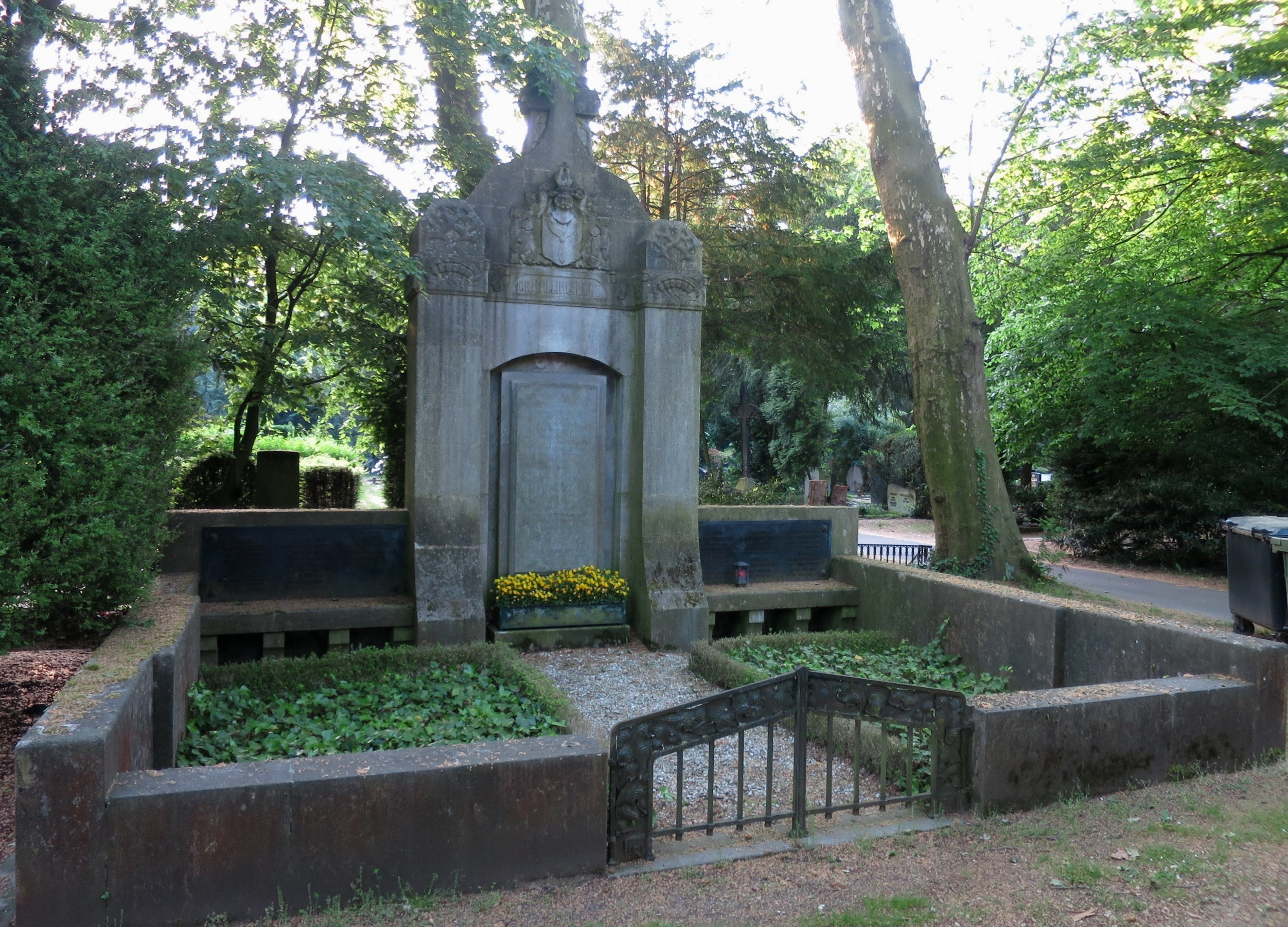
Familiengrab (Friedhof Melaten)

Als Mäzen betätigte er sich vor allem durch Stiftungen zugunsten des Kölner Doms, des dortigen Naturhistorischen Museums und des Rautenstrauch-Joest-Museums. Als Stadtverordneter machte er sich außerdem um die Gründung der Handelshochschule und des Museums für Handel und Industrie verdient.
Von Mallinckrodt wurde im Familiengrab auf dem Kölner Melaten-Friedhof (HWG Nr. 105/106) beigesetzt.

## Werke
- Beitrag zur Geschichte der Kölner Familie Schaaffhausen. Du Mont-Schauberg, Köln 1896. Digitalisat